# Vénaux
Vénaux (en italien Venaus) est une commune italienne de la ville métropolitaine de Turin dans le Piémont en Italie. Elle est notamment connue pour sa traditionnelle danse des sabres (en italien danza degli spadonari).

## Géographie
Vénaux se trouve dans le val Cenise, à 57 kilomètres à l'ouest de Turin.

## Transports
Vénaux se trouve sur le tracé prévu du train à grande vitesse (TAV, treno ad alta velocità) Lyon-Turin. Le 4 juin 2005, une marche de Suse à Vénaux a été organisée à l’instigation du mouvement NO TAV. Des heurts violents entre les forces de l’ordre et les manifestants ont eu  lieu le 6 décembre 2005.

## Histoire
La commune fut renommée en Venalzio durant la période fasciste. Le village a conservé la tradition de la danse de l'épée par quatre hommes avec coiffe de fleurs.

## Administration
| Période                                  | Période  | Identité      | Étiquette | Qualité |
| ---------------------------------------- | -------- | ------------- | --------- | ------- |
| 14 juin 2004                             | En cours | Nilo Durbiano |           |         |
| Les données manquantes sont à compléter. |          |               |           |         |

### Hameaux
La commune compte les hameaux, dans le sens italien de ce terme, de : Bar Cenisio et Molaretto.

### Communes limitrophes
Bramans (FR-73), Jaillons, Suse, Lanslebourg-Mont-Cenis (FR-73), Monpantier, Montcenis et Novalaise.

## Patrimoine culturel
La danse des sabres (en italien danza degli spadonari) est une danse traditionnelle exécutée par des danseurs avec des sabres, à l'occasion de certaines fêtes. Elle existe à Vénaux et dans d'autres communes du val de Suse : Jaillons (Giaglione en italien) et Saint-Joire (San Giorio di Susa en italien).

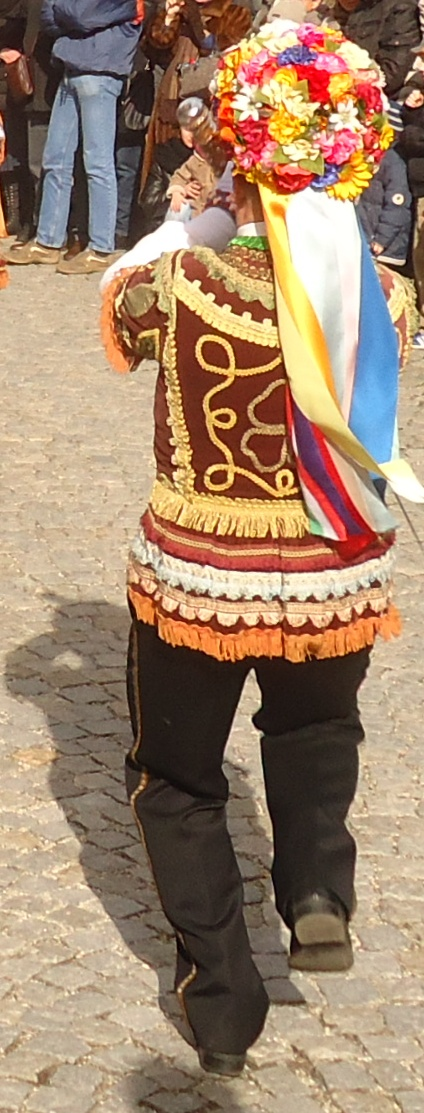
L'un des quatre sabreurs pendant la danse des sabres.
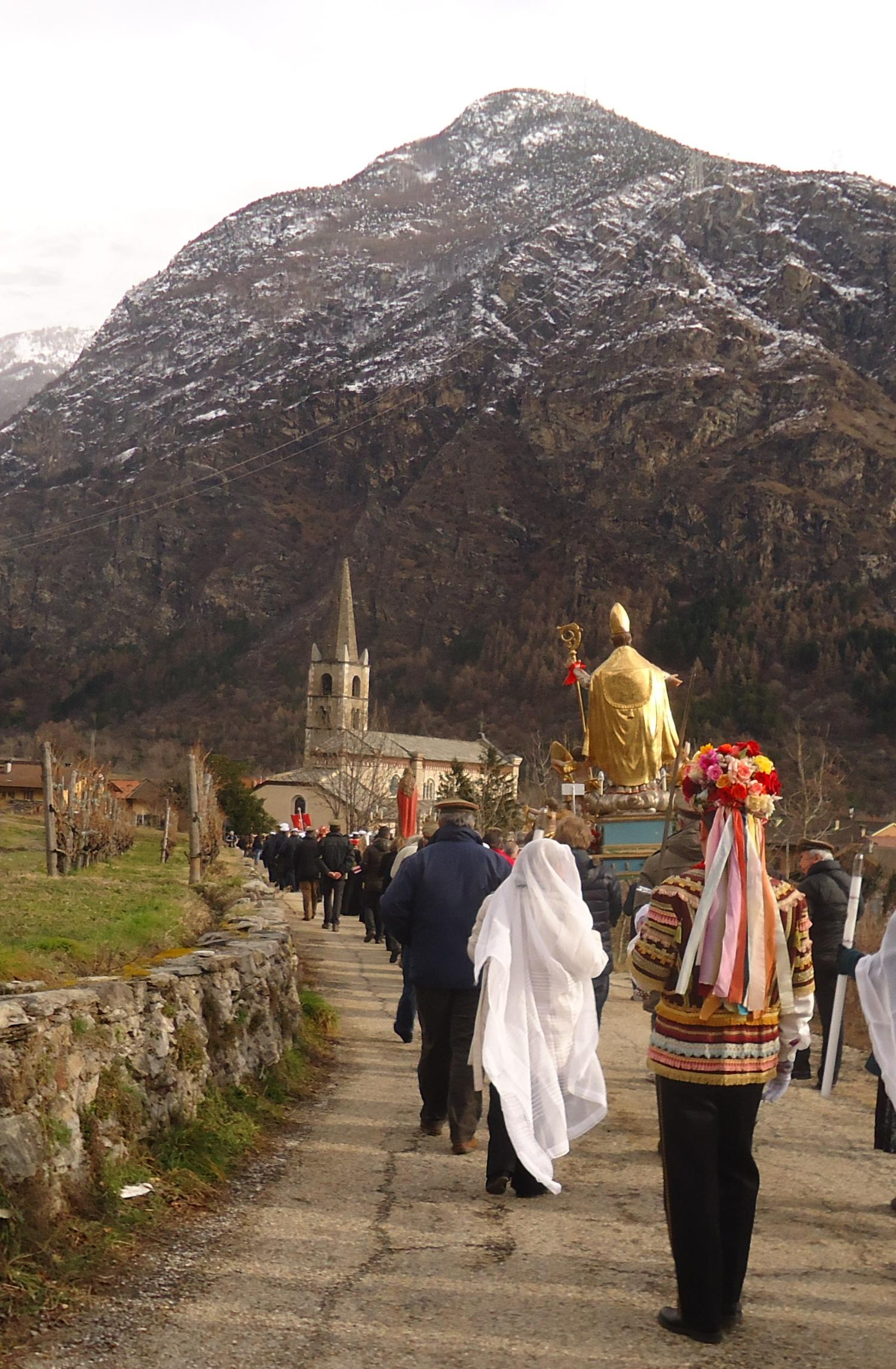
Un sabreur de Vénaux escortant la statue du saint patron Saint-Blaise au cours d'une procession.